# Lua de Mel e Amendoim
Lua de Mel e Amendoim é um filme brasileiro, realizado em 1971, do gênero comédia e dirigido por Fernando de Barros e Pedro Carlos Rovai. O filme teve um público de 1 413 830 espectadores, sendo o terceiro mais visto de 1971.

## Enredo
Uma comédia em dois episódios que mostram o estilo de ser do carioca e do paulista. No episódio "Lua de Mel e Amendoim', Alberto, um rapaz de tradicional família paulista e Márcia, filha de industriais italianos estão à beira do casamento e da lua de mel. No segundo episódio, "Berenice", um playboy de Copacabana coleciona calcinha de suas amantes, sustentado pela mãe, que vive cheia de amantes. Tudo muda na sua vida ao conhecer uma jovem chamada Berenice.

## Elenco

### EpisódioLua de Mel e Amendoim
Elenco baseado na Cinemateca Brasileira
- Rossana Ghessa - Márcia
- Newton Prado - Alberto
- Otelo Zeloni - Rodolfo
- Consuelo Leandro - Assunta
- Gilda Medeiros - Maria Augusta
- Marina Freire - Dona Regina
- Felipe Carone - Soares
- Jairo Arco e Flexa - Alípio
- Clodovil
- Maria Alice - Sílvia
- Homem de Melo - amigo
- Zuzima - Eleonora Doren (sic)
- Paulo Galvão
- Fernando V. de Barros
- Marlene França - atriz convidada
- Ruthinéa de Moraes - atriz convidada

### EpisódioBerenice
Elenco baseado na Cinemateca Brasileira
- Carlo Mossy - Serginho
- Renata Sorrah - Berenice
- Vera Gimenez - Vera
- Suely Fernandes - Maria Helena
- Cláudia Ribeiro - Bárbara
- Beatriz Lyra - Mãe
- Lenoir Bittencourt - namorado
- Galba Mello - amigo
- Roderick Cavalcanti - amigo
- Amando Tapler - gerente
- Mário Panamá - amigo
- Otto Aguiar - amigo
- José Lewgoy - participação especial
- Darlene Glória - participação especial
- Angelo Antônio - participação especial
- Milito - participação especial